# Malú
Malú (María Lucía Sánchez Benítez) spanyol énekesnő.
1982. március 15-én született Madridban. A művésznevét nagynénjétől kapta, aki születése másnapján nevezte őt el Malúnak; “María Lucía nagyon hosszú név egy ilyen apróságnak”.  A családjában hagyománya volt a zenének. Édesapja, Pepe de Lucía zeneszerző és producer, nagybátyja Paco de Lucía pedig zseniális flamenco gitáros.

## Kezdetek és az Aprendiz
Már nagyon fiatalon megmutatkozott a tehetsége. Tizenöt éves korában meghallotta őt énekelni Jesús Yanes. Néhány héttel később megjelent az első albuma Aprendiz (Tanítvány) címmel (1998). Egy hónap alatt az aranylemezből tripla platina lett, 28 hétig vezette a hivatalos eladási listát, neki ítélték a “Amigo de la Mejor Artista Revelación" díját, és jelölték a legjobb énekesnő kategóriában. Az első lemeze után turnéra indult Spanyolországban és Latin-Amerikában. Még ebben az évben leszerződött a Walt Disney Records-szal a Mulan c. rajzfilm központi témájának előadására.

## Cambiarás-tól a Desafío-ig
1999-ben jelent meg a következő nagylemeze Cambiarás címmel, amiben megfigyelhető hangjának változása. “Sokkal érettebb a hangom. Nagyon hosszú turném volt, nagy volt a hajtás, ami megedzette a hangomat.”. Az album rögtön a harmadik helyen nyitott az eladási listán, és csak tíz nap kellett hozzá, hogy elérje a 100 000 példányszámot. Később csatlakozott a “Tatuaje” c. lemez elkészítéséhez, melyben többek között rész vett Marta Sánchez, Ana Belén és Victor Manuel is.
2001 májusában Malú visszatért az Esta Vez-zel. Ezt az albumot már a Sonyval közösen adták ki, és olyan elismert szakemberekkel dolgozott együtt, mint Estéfano vagy Antonio Carmona. Többek között ekkor született a Sin ti todo anda mal vagy a Toda. A lemezből közel 300 000-et adtak el egész Spanyolországban.
A negyedik lemeze Otra piel címmel került a boltokba 2003. június 30-án, melyet Mexikóban és Miamiban vettek fel. Kiko Campos segített az elkészítésében, ő volt az, aki ötvözte az arab ritmusokat az andalúz gitárdallamokkal, és olyan hangzást adott a lemeznek, ami addig idegen volt Malútól. Természetesen azért nem felejtkeztek el a szívszaggató balladákról sem. Olyan témákat találhatunk rajta, mint az Enamorada, Tú vagy a Ley de los hombres. Ezeknek a daloknak a kollekcióját a Devuélveme la vida zárta, mely duettet a katalán énekessel Antonio Orozcoval adott elő.
Az ötödik albumát meglepetésre 2004. február 3-án rögzítettek Madridban egy koncert alkalmával. A fiatal énekesnő több híres előadóművész társaságában énekelt, úgymint Alejandro Sanz (Corazón Partío), Antonio Orozco (Devuélveme la vida) vagy David Demaría (Enamorada). Paco de Lucía gitározott a Te amor por eso c. dalnál, és Pepe de Lucía, az édesapja, az Al Alba c. dal szerzésében segédkezett. A CD-n helyett kapott négy eddig még kiadatlan dal, a Malas tentaciones, a Por una vez, a Baila és a Jugar con fuego. Az album, CD+DVD formában 2004. április 19-én került a boltokba Por una vez névvel.
2005-ben jelentkezett újabb lemezzel, mely sokkal személyesebbre sikeredett, mint az előzőek, ezért nem kapott külön nevet, egyszerűen csak Malú lett. Tizenegy új szerzeménnyel rajta, melyeket Madridban és Londonban vettek fel. Az első kislemezének a Diles-t választották, mely előre jelezte az album április 18-ai megjelenésének garantált sikerét.
Hetedik lemeze Desafío címmel jelent meg, az előző hasonlóan ennek is Mauri Stern volt a producere, és Madrid és London között vették fel. Az első kislemeze a Si estoy loca c. dalból készült, ami egy szenvedélyes, erős és igazán realista dal. 2007. Október 31-én került a boltokba, és egy héttel később már aranylemez lett.

## Gracias
2007 novemberében Malú kiadta a nyolcadik alkotását, mely a legnagyobb slágereit tartalmazta az Aprendiz-től egészen a Desafío-ig, és a “Gracias” címet kapta. Ez a CD+DVD kombó összefoglalta Malú 10 éves karrierjét. A DVD-n található koncertfelvételt szeptemberben rögzítették Córdoba-ban. A lemez megjelenése után hosszú koncertturnéra indult, mely több, mint 80 helyszínt jelentett Spanyolország területén. A Gracias megérdemelten lett aranylemez, és vezette több mint 31 héten keresztül az eladási listákat.

## 2009 és a Vive
A következő nagylemeze, a Vive, március 17-én került a boltokba. Az első dalát az új albumáról, A esto le llamas amor, január 31-én mutatta be a Cadena Dial rádiócsatorna egyik műsorában. Ez a lemez sokkal keményebb és erősebb lesz, mint az előzőek, és prezentálja Malú aktuális érzelmi állapotát, ahogy ő mondta: ”az album rettenetesen optimista”.

## Érdekességek
- Jó barátságban van a La Quinta Estación énekesnőjével, Natalia Jimenez-zel, akivel közösen a Rompe el mar c. dalt a Gracias dokumentumfilmjében énekli.
- Egy Malúval készült interjú volt a 2007-es, októberi, emelt szintű, spanyol érettségi egyik feladata Magyarországon.[6]
- A madridi Pascovi Alapítvány, mely autista és Down-kóros gyerekekkel foglalkozik, egyik fő támogatója.
- Az En otra parte c. dalát a testvére Jorge Augustín írta a nagymamájuk tiszteletére.
- Como una flor a spanyol ajkú homoszexuálisok egyik himnuszává vált. Emellett Malú több dala, mint a Vestirse un color vagy a Ley de los hombres is érinti ezt a témát. 2008 májusában a spanyol Zero magazinnak hét másik híresség társaságában vállalt fotózást a melegek egyenjogúság érdekében.
- Négy dala (Por una vez, Malas tentaciones, Jugar con fuego, Baila) sosem szerepelt stúdiólemezen, a Por una vez c. albumán is csak a koncertverzió hallgatható meg.
- Inutilmente az első dal, melyben már nemcsak, mint énekesnő, hanem dalszerző is jeleskedett.
- Leghosszabb zeneszáma a Si tu me dejas 6 perc 2 másodperccel, a legrövidebb pedig a Las llamas de mi hoguera 2 perc 52 másodperccel.

## Diszkográfia
| Album címe  | Kiadás éve |
| ----------- | ---------- |
| Aprendiz    | 1998       |
| Cambiarás   | 1999       |
| Esta vez    | 2001       |
| Otra piel   | 2003       |
| Por una vez | 2004       |
| Malú        | 2005       |
| Desafío     | 2006       |
| Gracias     | 2007       |
| Vive        | 2009       |

## Videóklipek
| Dal                      | Album       |
| ------------------------ | ----------- |
| Aprendiz                 | Aprendiz    |
| Como una flor            | Aprendiz    |
| Duele                    | Cambiarás   |
| Toda                     | Esta vez    |
| Sin ti todo anda mal     | Esta vez    |
| Ven a pervertirme        | Esta vez    |
| Devuélveme la vida       | Otra piel   |
| Diles                    | Malú        |
| Te conozco desde siempre | Malú        |
| Sabes bien               | Malú        |
| Si estoy loca            | Desafío     |
| No voy a cambiar         | Desafío     |
| A esto le llamas amor    | Vive        |
| Nadie                    | Vive        |
| Blanco y negro           | Guerra fría |
| Ni un segundo            | Guerra fría |